# Movimento Nacional Democrático Amhara
Movimento Nacional Democrático Amhara é um partido político da Etiópia. Nas eleições legislativas de 15 de maio de 2005, o partido foi parte da Frente Democrática Revolucionária do Povo Etíope,  que ganhou 327 dos 527 assentos.

## História
O Movimento Democrático Popular Etíope, precursor do Movimento Nacional Democrático Amhara, foi fundado por ex-membros do Partido Revolucionário do Povo Etíope e foi apoiado pela Frente de Libertação do Povo Tigré. Foi originalmente fundado em Waghimra, na província de Wollo, e travou uma luta armada contra o Derg naquela área a partir de 1982. O Movimento Democrático Popular Etíope convocou sua primeira conferência organizacional em Jerba Yohannes, Waghimra, em novembro de 1983. Em 1989, o Movimento Democrático Popular Etíope e seu aliado de longa data, a Frente de Libertação do Povo Tigré, uniram-se para formar a Frente Democrática Revolucionária do Povo Etíope.  Na sua terceira conferência organizacional em 1994, o Movimento Democrático Popular Etíope mudou seu nome para Movimento Nacional Democrático Amhara, marcando a transição de um movimento pan-etíope para um partido étnico . Nas eleições regionais do Conselho de Estado em maio de 2010, o partido ganhou todos os 294 assentos na Região Amhara. 